# Eduard Grawert

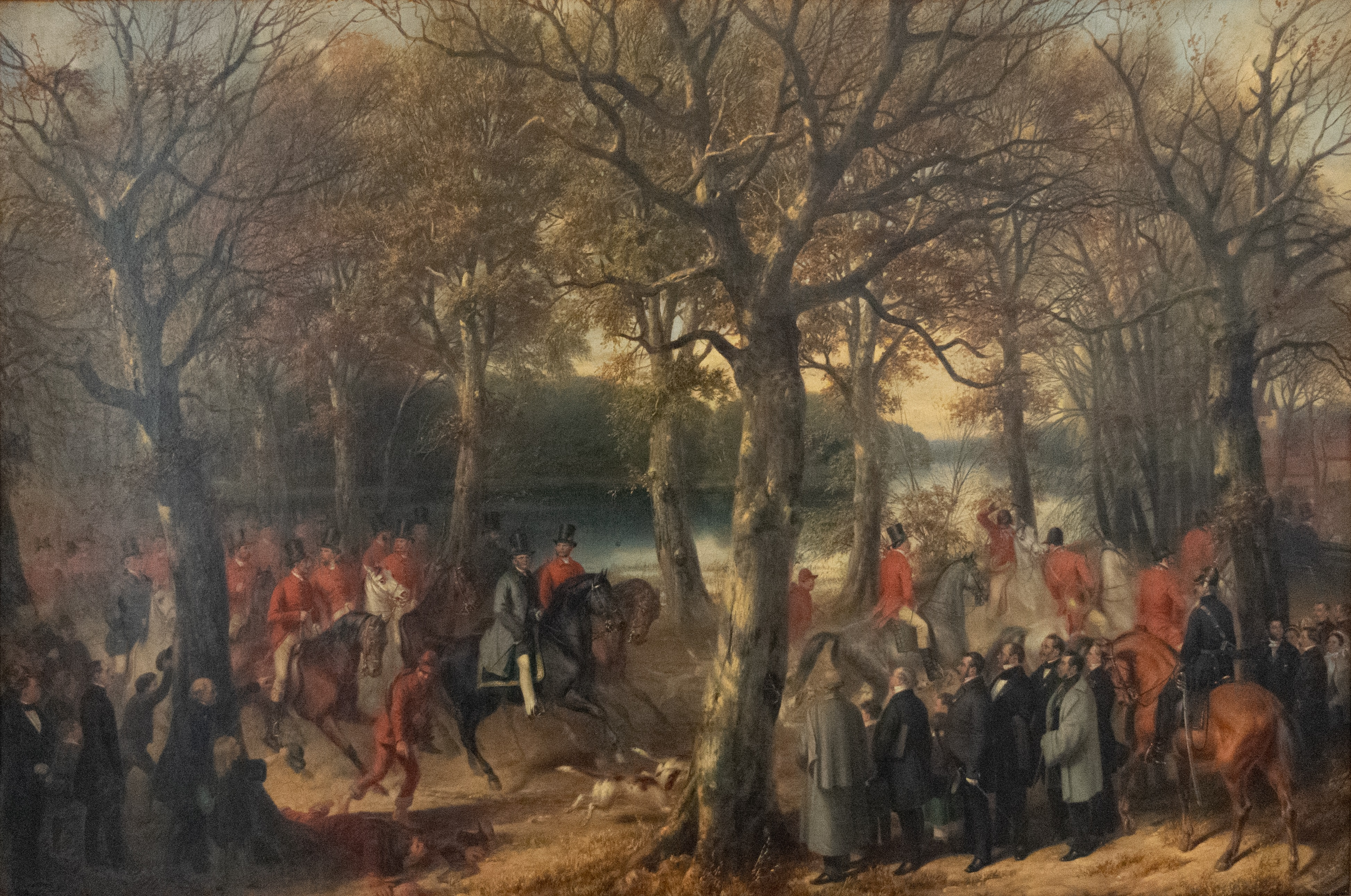
Eduard Grawert: Hubertusjagd im Grunewald unter Friedrich Wilhelm IV., 1857, Jagdschloss Grunewald

Eduard Grawert (geboren 1808 in Wriezen; gestorben am 4. Mai 1864 in Berlin) war ein deutscher Maler.

## Leben
Über die Ausbildung von Eduard Grawert ist nichts bekannt. Möglicherweise arbeitete er zunächst als Musiklehrer. Von 1830 bis 1856 nahm er als Maler häufig an den Ausstellungen der Preußischen Akademie der Künste in Berlin teil. Zu seinen Motiven gehörten Jagdbilder, Genrestücke und Porträts. Häufig malte er Bildnisse von König Friedrich Wilhelm IV., dessen Hofmaler er 1856 wurde.

## Werke (Auswahl)
- Ein Steinadler kämpft mit einem Fuchs um den Hasen, Privatbesitz[2]
- Schlafende Posten der Bürgerwehr vor der Wohnung Wilhelms IV. im Berliner Schloß, 1848, Schloss Charlottenburg
- Kaiser Wilhelm I. als Roter Jäger zu Pferde, Stiftung Preußische Schlösser und Gärten Berlin-Brandenburg (GK I 50692)
- Friedrich Wilhelm IV. auf Hofjagd mit dem König von Sachsen in Letzlingen Oktober 1851, Jagdschloss Grunewald (GK I 3467)
- Jagdgesellschaft mit Friedrich Wilhelm IV. in Letzlingen, Stiftung Preußische Schlösser und Gärten Berlin-Brandenburg (GK I 6242)
- Generalfeldmarschall Wrangel als Roter Jäger, Jagdschloss Grunewald (GK I 7141)
- Hubertusjagd im Grunewald unter Friedrich Wilhelm IV., Jagdschloss Grunewald (GK I 7137)
- Friedrich Wilhelm IV., 1858, Stiftung Preußische Schlösser und Gärten Berlin-Brandenburg (GK I 260)
- Hausminister Graf Anton zu Stolberg-Wernigerode, Stiftung Preußische Schlösser und Gärten Berlin-Brandenburg (GK I 3512), verschollen
- Friedrich Wilhelm IV. im Jagdanzug, vormals Schloss Monbijou (GK I 1764), verschollen
- Friedrich Wilhelm IV. und Königin Elisabeth in der Gruft des Mausoleums in Charlottenburg, vormals Schloss Monbijou (GK I 11721), verschollen
- Jagdstück, vormals Schloss Babelsberg (GK I 4635), verschollen
- Friedrich der Große reitet in ein Dorf ein, verschollen
- Portrait des Uhrmachers Gottfried Grawert (Vater des Künstlers), Privatbesitz[3]